# Nobreza do Império do Brasil

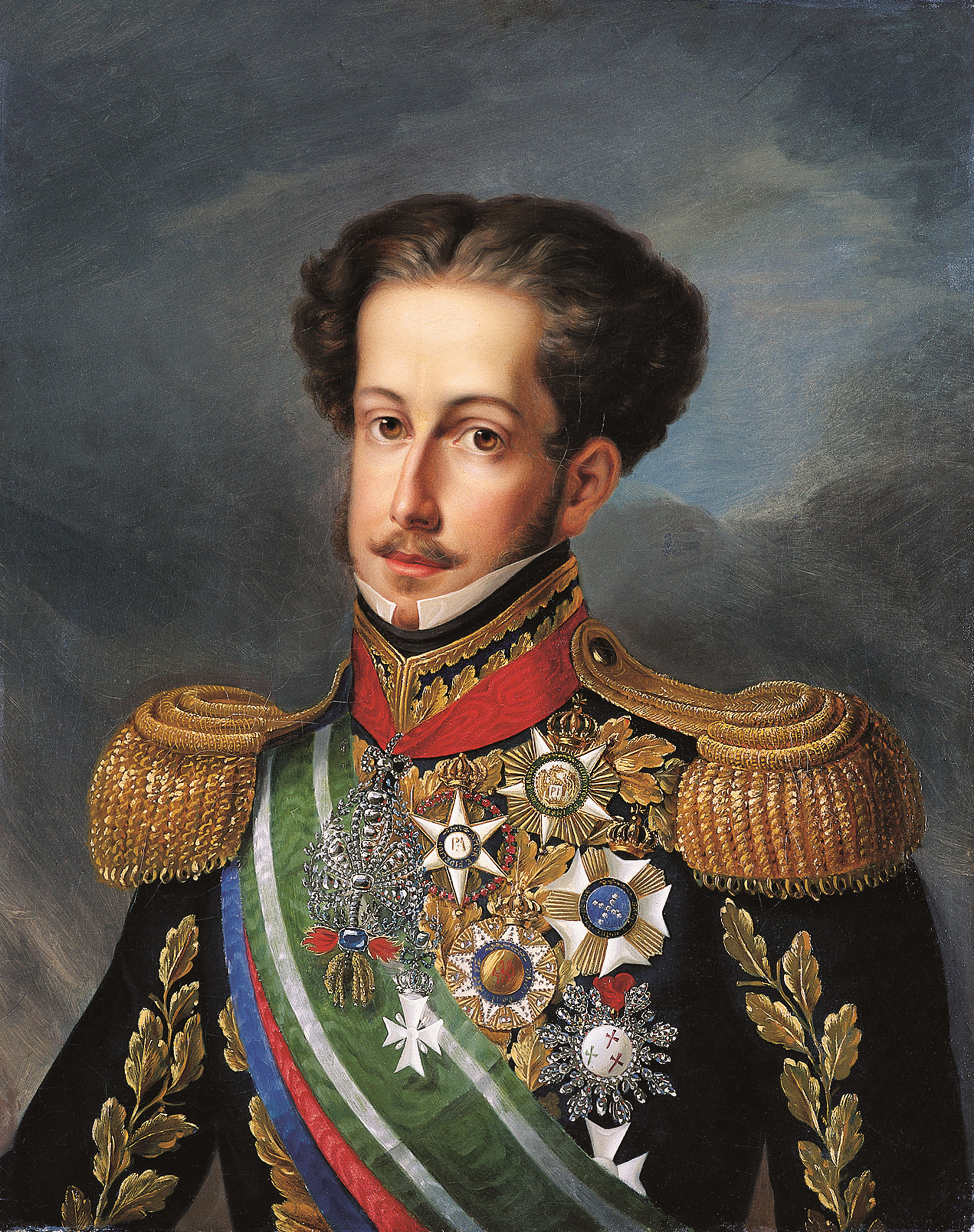
D. Pedro I, criador da nobreza titulada imperial.

A Nobreza do Império do Brasil foi uma classe heterogênea formada a partir de tradições portuguesas do Antigo Regime combinadas a novidades introduzidas por influência do liberalismo e da ética burguesa, das quais as mais importantes foram a abolição dos privilégios jurídicos e fiscais e da transmissão hereditária, e a primazia do mérito pessoal na concessão de títulos e mercês.
Contudo, essas mudanças afetaram apenas o corpo da nobreza titulada. É uma crença comum que a nobreza brasileira foi composta apenas de nobres titulados não-hereditários, mas essa visão não é exata e leva em conta apenas o aspecto jurídico da questão, ignorando uma realidade social muito mais dinâmica e multifacetada, onde existiram nobres não titulados e outros cuja nobreza era hereditária e estava fundamentada na tradição e no reconhecimento social, reproduzindo no Brasil imperial costumes muito antigos de reconhecimento extra-jurídico que já existiam na cultura portuguesa.
Com a Proclamação da República, em 15 de novembro de 1889, e a subsequente promulgação da Constituição de 1891, todos os foros de nobreza e distinções nobiliárquicas brasileiras foram abolidas.

## Antecedentes: a nobreza colonial
A nobreza do Império brasileiro foi o resultado da fusão de uma complexa rede de elementos de diferentes origens e tempos, incluindo antigos costumes portugueses; novas ideias sobre mérito, civilidade, urbanidade e etiqueta; introdução da monarquia constitucional; influência do liberalismo e dos valores da burguesia ascendente.

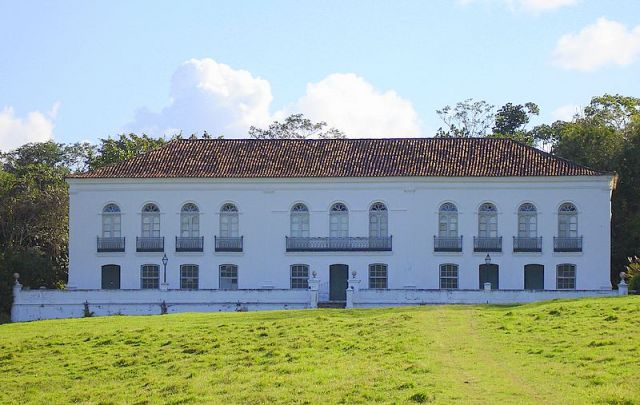
O Solar Souza Leão, casa-grande do Engenho Moreno, na área metropolitana do Recife. Os senhores de engenho eram membros destacados da nobreza colonial não titulada.

Suas origens remontam aos costumes da sociedade portuguesa do Antigo Regime, onde o conceito de nobre era dividido em duas categorias: a dos fidalgos e nobres de linhagem e título, e uma larga categoria inferior de nobreza não titulada de origem civil, institucional ou política, composta de doutores em medicina, direito (civil e canônico), teologia, filosofia e matemática; vereadores; beneméritos da Igreja; magistrados e juízes, oficiais militares e servidores públicos de variadas categorias e origens. Era uma categoria distinta da fidalguia ou nobreza de linhagem, mas também estava à parte das classes populares porque era isenta do "defeito mecânico". A existência desta segunda classe dependia principalmente do reconhecimento social e não jurídico ou oficial da condição de nobre, e se justificava porque diversos tratadistas reconheciam que a nobreza e a hierarquia se formavam por obra natural no seio da sociedade, através da tradição e de um modo de vida nobilitante, e não por força de decretos políticos, e nesta lógica a concessão de títulos ou ordens honoríficas somente confirmava uma qualidade já possuída.

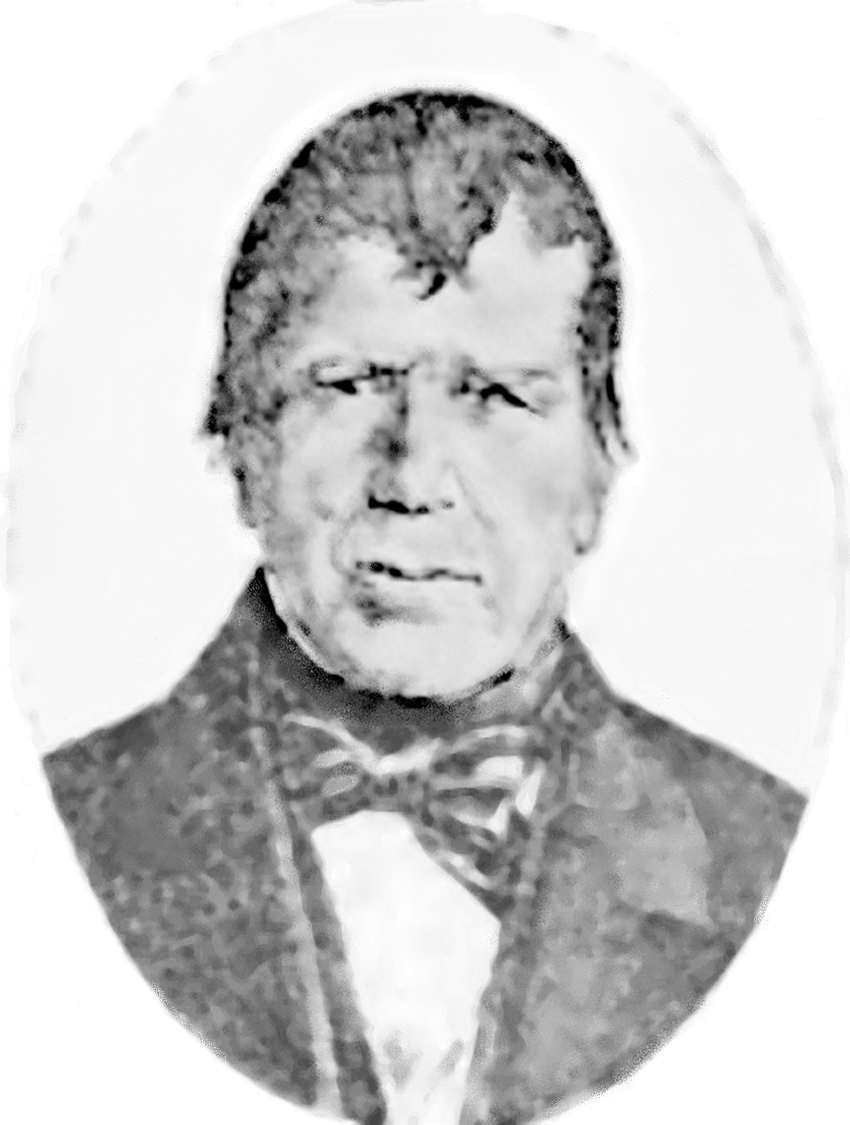
José Carneiro da Silva, membro de uma família de oficiais da Coroa e sesmeiros, foi ele também oficial, proprietário de terras, político, benfeitor da Igreja, e depois recebeu um título.

Esses costumes em larga medida foram reproduzidos no Brasil e prevaleceram no período colonial, quando eram raros os nobres titulados radicados na terra e a posse de grandes propriedades como sesmarias e engenhos, ser senhor de muitos escravos, ter altas patentes militares e desempenhar cargos públicos relevantes eram os principais indicadores da condição de nobre. Contudo, ao longo do tempo a aristocracia local começou buscar uma diferenciação em relação à metropolitana, criando uma nova identidade, mais enraizada e ligada ao lugar. Paralelamente, as diferentes regiões do país desenvolveram tradições locais específicas, variando significativamente os critérios de reconhecimento. Conforme Genovez, "pensar tal estrutura [...] demanda uma lógica mais abrangente que envolve desde a concretização de uma carreira política bem sucedida, oriunda de um cálculo preciso de virtudes e situações — abrangendo o nascimento, a cultura e as redes de amizade —, até o sentido de pertença a uma família influente".
Entre os fatores de reconhecimento social, que não eram regidos por leis, também se incluíam atividade na beneficência pública, um modo de vida distinto e honroso, o cultivo de uma ética elevada, a associação do conceito de nobreza com o de virtude pessoal, e um senso de dignidade e merecimento, como declarou um prócer do século XIX: "A dignidade nasce da justa ideia, que fazemos da nobreza do nosso ser, e da graduação do lugar, ou dos empregos, que ocupamos na ordem social". O reconhecimento social podia ser, e muitas vezes era de fato, mais importante que o jurídico no contexto da vida pública. Para Norbert Elias, "ninguém escapava à pressão da opinião sem pôr em jogo sua qualidade de membro e sua identidade como representante da elite, parcela essencial de seu orgulho pessoal e de sua honra".
Muitas famílias mantiveram ligações seculares de serviço com a Coroa portuguesa, dando um caráter hereditário a essa nobreza, participavam da governança ocupando posições nas Câmaras e nas milícias, mantinham extensas clientelas, e reivindicavam o estatuto de "nobres da terra", que de tanto ser reafirmado adquiriu materialidade prática e um simbolismo próprio. Destacava-se em sua retórica o sentimento de nativismo, reforçado pelos frequentes casamentos com filhas de líderes indígenas, definindo parte importante das tradições rurais e da cultura política brasileira no período colonial. Segundo Evaldo Mello, estudando o caso da aristocracia pernambucana, 

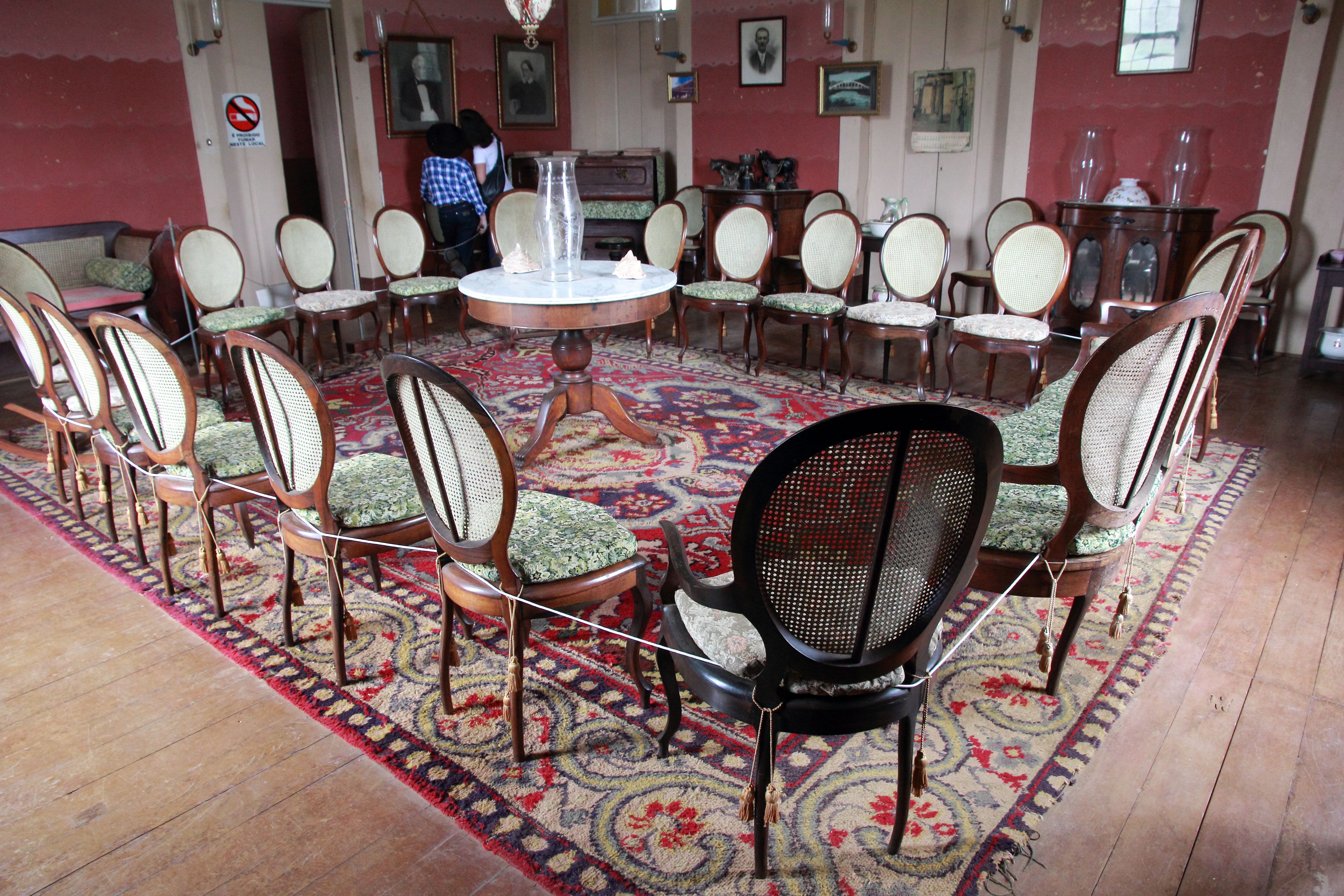
Salão da casa-grande da Fazenda Santa Clara em Santa Rita de Jacutinga, ilustrativo do modo de vida da aristocracia rural no século XIX.

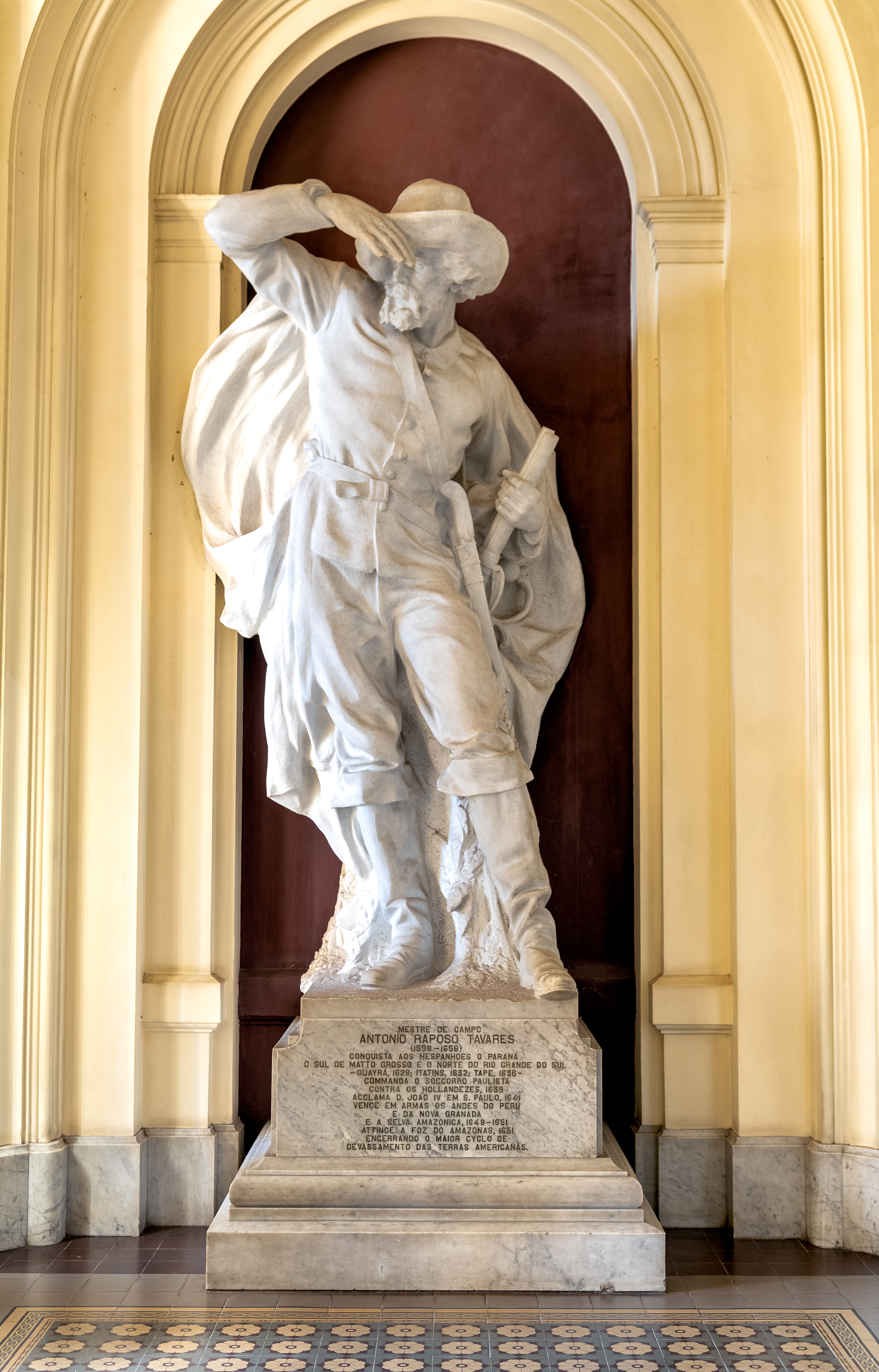
Estátua do bandeirante Raposo Tavares no Museu Paulista, exemplo da glorificação dos primeiros colonizadores de São Paulo

"O sentimento nativista tendeu previsivelmente a reforçar o critério de antiguidade em detrimento do da nobreza reinol, de modo que, ao longo do século XVIII, valorizar-se-á mais o fato de se descender de um colono duartino, de um herói das guerras holandesas, de um vereador de Olinda ou de um provedor da Santa Casa de Misericórdia, do que de um morgado minhoto ou de um fidalgo da Casa Real, desde que, por trás deles, opere, ao menos inicialmente, a fortuna familiar, a posse de 'grossos cabedais', mesmo quando encarnados na modéstia relativa que já era então, e provavelmente foi sempre, a da grande maioria dos senhores de engenho. [...] Numa sociedade monocultora, escravocrata e latifundiária como a da Mata do Nordeste, à propriedade açucareira é que correspondia, em última análise, a função de filtrar e de decantar, ao longo do tempo, as pretensões nobiliárquicas e as posições sociais. [...] Em cidades como Olinda, Salvador ou Rio de Janeiro as pessoas que se arrogavam o título de 'principais' ou de 'nobreza da terra', justificavam-no não enquanto uma categoria natural ou jurídica, de acordo com o direito do Antigo Regime, mas por meio de um discurso baseado numa cultura política".
Processos de autonobilitação da classe econômica e política dominante como o do nordeste ocorreram por todas as regiões brasileiras, embora cada um com as suas especificidades. Outro exemplo clássico é a construção da nobreza das famílias paulistas que mais tarde se tornaram conhecidas como as quatrocentonas, em sua maciça maioria descendentes de plebeus aventureiros e sem fortuna, mas que no século XVII já haviam se estabelecido como "nobreza da terra". A ideologia legitimadora dessa reivindicação começou a ser articulada depois, no século XVIII — em parte para responder às múltiplas críticas que os paulistas recebiam dos oficiais da Coroa, missionários e viajantes, acusando-os de serem bárbaros, rebeldes, viciosos e só se preocuparem consigo mesmos e seu proveito, ignorando as leis e suas obrigações como súditos — e estava baseada em vários argumentos. Um deles, quase sempre forjado e fantasioso, era uma alegação de ascendência em antigas casas nobres portuguesas; outro, a glorificação acrítica dos seus ancestrais bandeirantes, até hoje retratados como heróis desbravadores do sertão, sem cujo concurso a conquista do território brasileiro não poderia ter sido completada, e por fim o casamento de pioneiros portugueses com mulheres indígenas, fato relativamente comum na história dessas famílias, foi outro elemento nativista a sustentar-lhes as reivindicações de merecimento social como os forjadores de uma nova sociedade, a despeito de os bandeirantes terem sido notórios inimigos dos indígenas, escravizando-os e dizimando-os aos milhares.
No fim do período colonial foram admitidos na nobreza os comerciantes "de grosso trato", que administravam grandes companhias comerciais e não trabalhavam em loja de rua, mas sim em escritórios, por isso chamado "comércio de porta fechada". Contudo, continuavam desqualificados os comerciantes miúdos e os que tinham "loja aberta". O comércio como um todo historicamente fora desqualificado por ser associado aos ofícios mecânicos, mas desde a segunda metade do século XVIII começara um processo de ascensão social através de medidas adotadas pelo marquês do Pombal, estabelecendo a compatibilidade entre nobreza e o comércio grosso. No fim do século o fato de alguém ser comerciante de grosso trato já era aceito como prova de nobreza nas habilitações para o recebimento de ordens honoríficas, e o mesmo já havia sido previsto nos estatutos da Companhia Geral de Comércio do Grão-Pará e Maranhão, instituída em 1755:
"E o comércio, que nela se fizer [...] não só não prejudicará a nobreza das pessoas que o fizerem, no caso em que a tenham herdada. Mas antes pelo contrário será meio próprio para se alcançar a nobreza adquirida, de sorte que todos os vogais, confirmados por V. Majestade para servirem nesta primeira fundação, ficarão habilitados para poderem receber os hábitos das Ordens Militares sem dispensa de mecânica, e para seus filhos lerem sem ela no Desembargo do Paço, contanto que, depois de o haverem exercitado a dita ocupação não vendam por si em loja, ou em tendas por miúdos, ou não tenham exercício indecente ao dito cargo depois de o haverem servido".

## Uma corte no Brasil

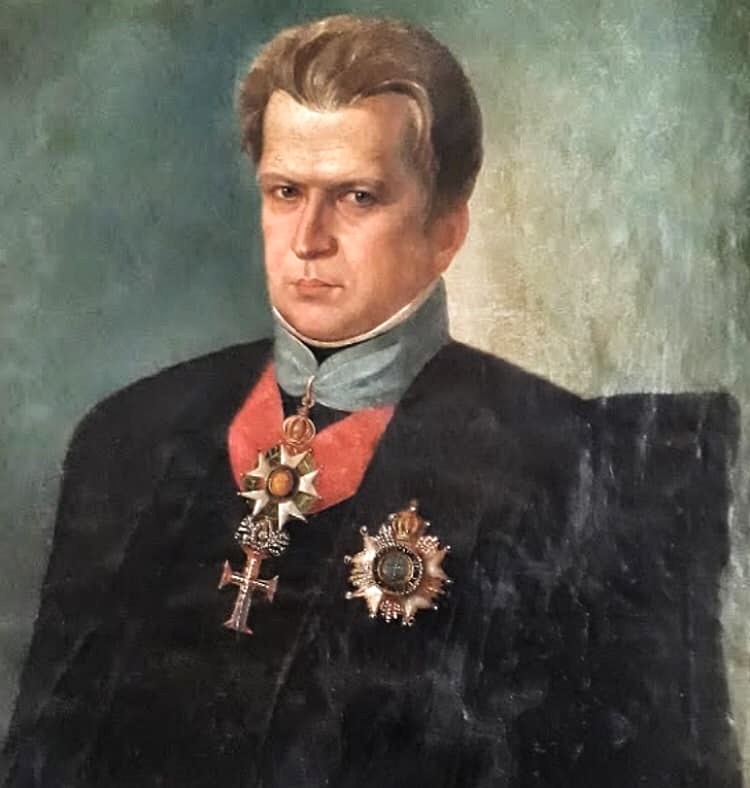
O barão de Goiana.

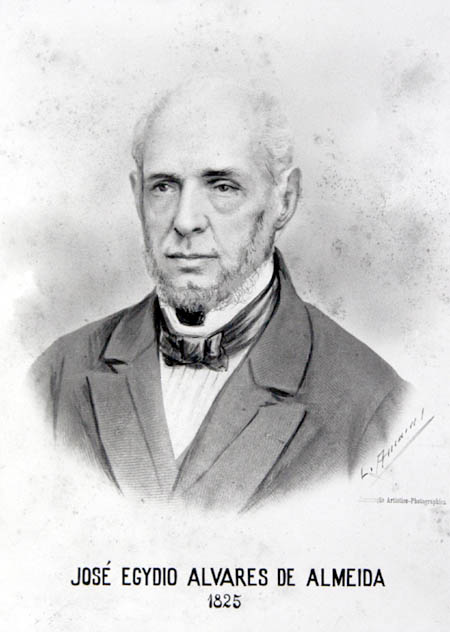
O barão de Santo Amaro, depois visconde e marquês do Império.

Com a transferência da corte portuguesa para o Brasil (1808-1821), no contexto das Guerras Napoleônicas (1803-1815), o Brasil seria elevado à condição de reino unido com Portugal em 1815, pelo então príncipe regente, D. João (futuro rei D. João VI), que era regente em nome de sua mãe, a rainha Dona Maria I. Pela primeira e única vez na história uma colônia passava a sediar uma corte europeia. O local escolhido para ser a nova sede da corte portuguesa, e portanto, da pluricontinental monarquia portuguesa, foi a capital do então Estado do Brasil (1549-1815), a cidade do Rio de Janeiro.
D. João distribuiu vários títulos nobiliárquicos. Entre os brasileiros natos estavam a baronesa de São Salvador de Campos dos Goytacazes, o barão de Santo Amaro, o barão de São João Marcos e o barão de Goiana. Em seus primeiros oito anos no Brasil, Dom João VI outorgou mais títulos de nobreza do que em todos os 300 anos anteriores da história da monarquia portuguesa.
A nobilitação cumpria várias funções na sociedade monárquica: afirmava o caráter generoso e benevolente do rei, recompensava serviços prestados, apaziguava descontentes, fortalecia a hierarquia e cooptava para o círculo real personagens influentes estabelecendo laços de dependência e fidelidade em relação ao sistema e à pessoa do monarca, e que em tese deveriam servir como seus sustentáculos políticos e econômicos, além de fortalecer as finanças do Estado em virtude da obrigatoriedade do pagamento de vultosas taxas para o registro oficial dos títulos. Esses mecanismos foram continuados após a implantação do Império.
A maioria dos contemplados por D. João eram burgueses, mas muitos faziam parte da chamada "nobreza civil" ou "política" e da "nobreza da terra". Praticamente todos os novos titulados eram cariocas. Esse corpo de nobres não tinha uma história de práticas cortesãs, mas sua aproximação ao círculo da nobreza portuguesa que se mudou para o Brasil com o rei permitiu que se difundissem os valores e a etiqueta aristocráticos entre a elite burguesa local, um processo que se fortaleceu no Império através da circulação de diversos manuais de etiqueta e comportamento, muito populares durante todo o período monárquico, e que se inspiravam no modelo francês de vida cortesã. Contudo, segundo Enio Passini, a assimilação nunca foi completa:
"O círculo cortesão nacional era bastante heterogêneo, com matizes sociais divergentes, composto por 'homens rudes' dedicados às atividades mercantis: uma nobreza de toga e uma nobreza de espada, reinóis e nacionais; tipos sociais com origens distintas conviviam sem compartilhar, desde sempre, um mesmo universo simbólico, com interesses, motivações, disposições e tomadas de posição que, provavelmente, vez por outra colidiam. Dadas as diferentes extrações sociais que compunham a nobreza brasileira, é possível deduzir que alguns habitus igualmente distintos, porque sua origem e formação sociais não se assemelhavam, chocavam-se e negavam-se constantemente, dificultando, por conseguinte, a estruturação de uma identidade social mais homogênea. A situação que se cria não é de fácil solução, uma vez que, se os nobres de sangue azul pretendem, por um lado, criar distâncias sociais para distinguirem-se dos demais, a corte brasileira, por outro, aceitou, em seu seio, justamente aqueles que seriam, em tese, o alvo da distinção, aqueles sem origem fidalga. Era preciso moldar um complicado jogo em que oscilavam os distanciamentos e as aproximações. [...]
"José Murilo de Carvalho informa que a aristocracia portuguesa, diferentemente da inglesa, desde o século XIV, precisava do emprego para garantir a sua sobrevivência, daí sua dependência do Estado e seu caráter quase parasitário, tradição que se manteve no Brasil de 1808 até 1889. Nos casos português e brasileiro, essa nobreza que ocupava o serviço público tinha que dividir espaço com a nobreza de toga, composta principalmente de legistas, quase todos recrutados entre as camadas não nobres, quase sempre de origem pequeno burguesa. A nobreza de toga, afirma Carvalho, exerceu um papel fundamental na política e na administração portuguesa e, posteriormente, brasileira, cuidando, neste último caso, da manutenção da ordem imperial".

## A nobreza no Império

### Titulados

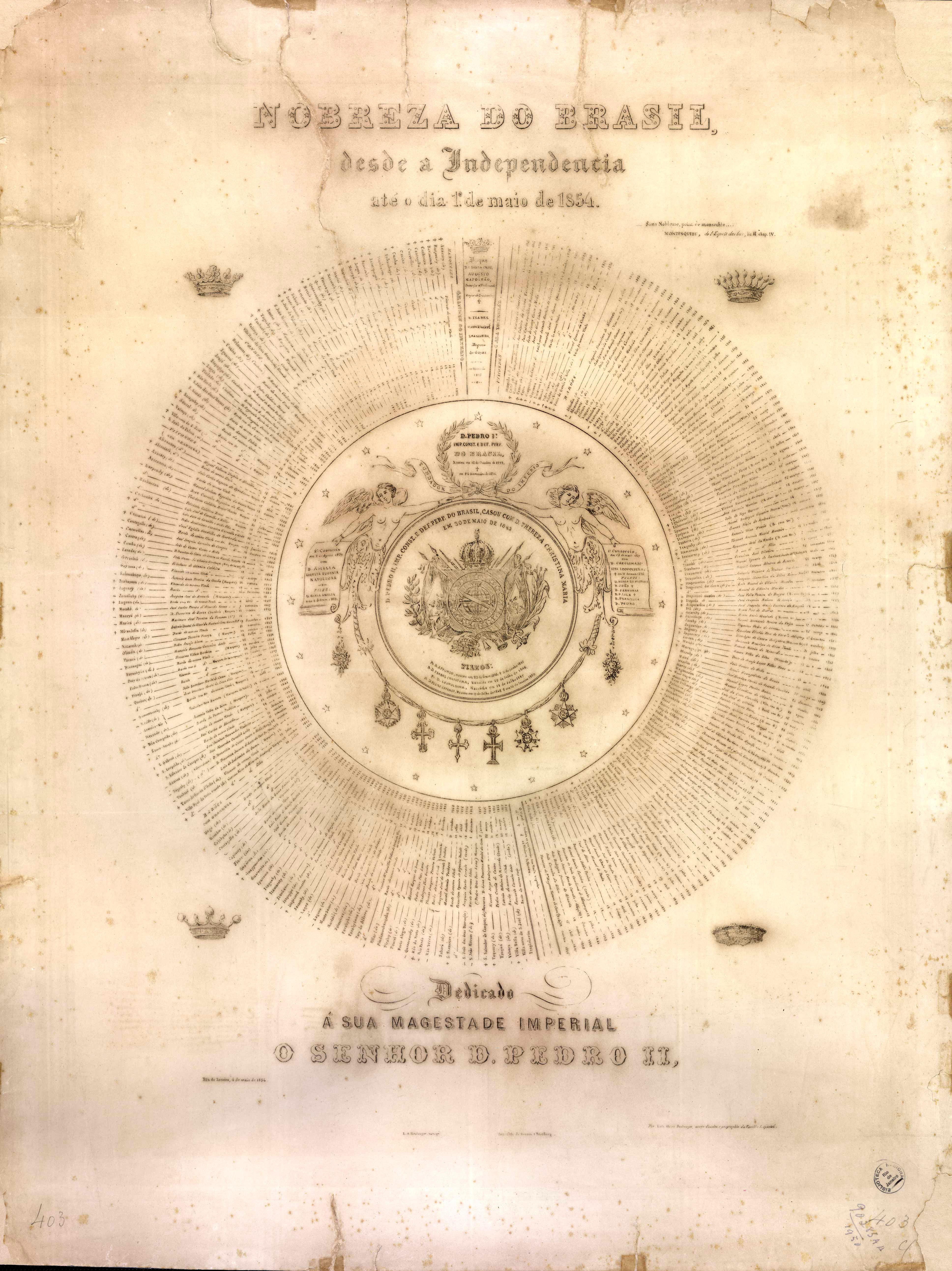
Obra de Luís Aleixo Boulanger, Nobreza do Brasil desde a Independência até o dia 1º de maio de 1854, com a então relação de titulados.

Após a proclamação da Independência por D. Pedro I, estabelecendo o Primeiro Reinado (1822-1831), como herança do Antigo Regime, ainda existiam morgados (vinculados a uma linhagem e hereditários), isenções, privilégios e rendas pagas à nobreza pelo Conselho da Fazenda. Isso mudaria com a Constituição do Império do Brasil de 1824, que introduziu várias mudanças no sistema nobiliárquico nacional. Os privilégios financeiros deixavam de ser automáticos e deviam ser aprovados pelo Legislativo, a nobreza passava a pagar impostos, perdeu o acesso automático ao Senado, os privilégios judiciais e as vagas que tinha reservadas para cargos públicos, burocráticos ou militares, e também a hereditariedade automática. Os novos nobres brasileiros gozavam do seu título enquanto vivessem mas não podiam transmiti-lo à descendência sem uma nova outorga oficial, o que só aconteceu raramente.
A questão da qualificação da nobreza foi muito debatida na Câmara e no Senado desde a Independência, e pouco acordo foi conseguido, mas foi muito enfatizado que a concessão de mercês, títulos e ordens honoríficas devia ser baseada no merecimento e na virtude pessoal, contrapondo-se à ideologia do Antigo Regime, com o resultado de abolir-se os privilégios hereditários e familiares tradicionalmente associados aos nobres.  O visconde de Cairu já havia escrito em 1804 que "as virtudes, os talentos e os serviços úteis à Humanidade e ao Estado são as verdadeiras e perenais fontes da distinção e nobreza civil, que jamais se confunde ou eclipsa com os fantasmas da vaidade". Porém, há poucos estudos sobre o tema, e a legislação respectiva produzida durante o Império é muito pobre e pouco esclarecedora, tornando difícil estabelecer definições sólidas. Nas palavras de Lília Schwarcz,
"A nobreza oficializava-se, assim, no Brasil, por meio das mãos de um monarca polêmico e em tempos de contestável legitimidade. Afastada dos privilégios da ordem estamental, a nobreza sobrevivia na Europa quase por costume. Com isso, no Brasil, ganha maior originalidade: a decadência do modelo na Europa não impedia a força da cópia. É assim que, no país recém independente, a monarquia reinventava uma nobreza com base no transplante de suas formas, que seriam preenchidas, porém, com novos conteúdos, símbolos e coloridos".
A Constituição estabeleceu que cabia ao Executivo a concessão de títulos de nobreza, mas nos dois anos anteriores o imperador já havia concedido títulos e privilégios autorizado pela legislação portuguesa em vigor. O primeiro titulado foi Antônio Joaquim Pires de Carvalho e Albuquerque, agraciado barão da Torre de Garcia d'Ávila em 1º de dezembro de 1822 (depois elevado a visconde), seguido por Thomas Cochrane, feito marquês do Maranhão em 12 de outubro de 1823. Antes da outorga da Constituição, o imperador também concedeu honras de grandeza para nove pessoas já tituladas por D. João VI: em 1822 o visconde de Mirandela, o visconde do Rio Seco, o barão de Itanhaém e o barão de São João Marcos, e em 1823 para a baronesa de São Salvador dos Campos dos Goytacazes, o barão de Laguna, o barão de Goiana, o barão de São Simão e o barão de Bagé.

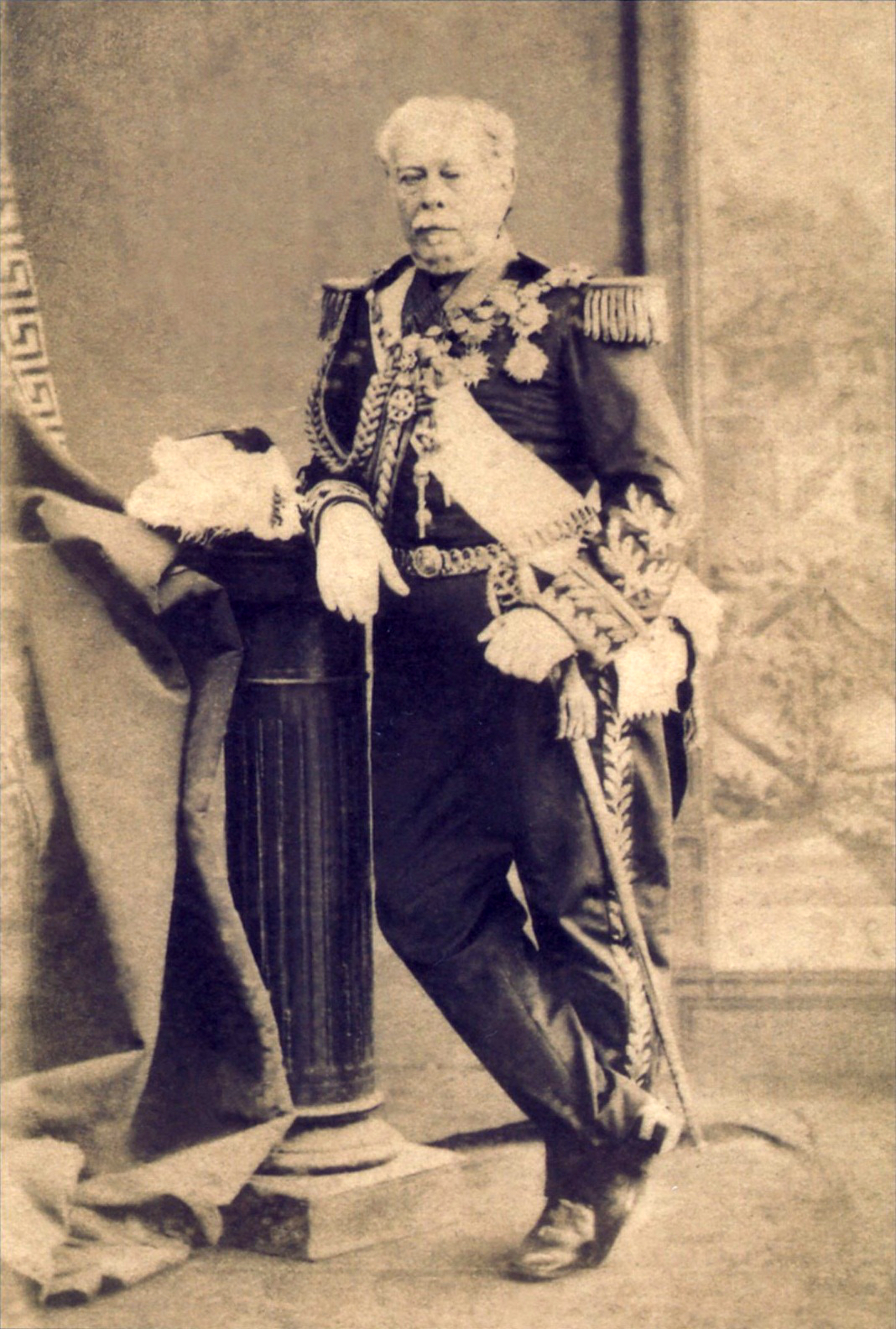
O Duque de Caxias, um dos principais nobres brasileiros do Segundo Reinado.

Os titulados incluíam os duques, marqueses, condes, viscondes e barões, em ordem decrescente, com ou sem grandeza. Condes, marqueses e duques eram, inerentemente, Grandes do Império; enquanto os títulos de barão e visconde poderiam ser agraciados com grandeza ou sem grandeza. A distinção "com grandeza" autorizava o nobre a usar em seu brasão de armas a coroa do título imediatamente superior – por exemplo, um barão com grandeza poderia usar em seu brasão a coroa de visconde, e um visconde com grandeza poderia usar a coroa de conde em seu brasão. Também, um Grande do Império desfrutava de outros privilégios e precedências que o título imediatamente superior gozava. A grandeza foi conferida a 135 barões, que usavam a coroa de visconde em seus brasões, e a 146 viscondes, que usavam a coroa de conde em seus brasões.
D. Pedro I criou 47 barões, uma baronesa, 47 viscondes, duas viscondessas, sete condes, uma condessa, 25 marqueses, duas marquesas, um duque e uma duquesa, fez duas renovações para descendência, concedeu nove grandezas separadas para títulos portugueses e cinco grandezas separadas para títulos brasileiros, além de 48 grandezas incluídas no mesmo ato da outorga do título.
Após a abdicação de D. Pedro I em 1831, com a instauração da regência (1831-1840), os deputados e senadores passaram a discutir as heranças do Antigo Regime, e votaram várias leis na década de 1830 que extinguiram os morgados e o Conselho da Fazenda. Dessa forma, aboliram-se os restantes privilégios da nobreza do Império do Brasil. Entre 1831 e 1840 não houve nomeação alguma a títulos e honrarias, por conta da lei Regencial, emenda constitucional aprovada durante a Regência Trina Provisória.
No total, ao longo dos dois reinados do Império, foram criados 1211 títulos de nobreza: 4 ducados, 47 marquesados, 51 condados, 235 viscondados e 875 baronatos. O número total de agraciados, contudo, foi menor – cerca de 980 –, pois muitos receberam mais de um título. Esses números não são totalmente precisos, pois há dúvidas sobre a validade e mesmo a existência de alguns títulos. Muito dessa dúvida se deve à perda de alguns dos registros do Cartório de Nobreza e Fidalguia no Primeiro Reinado.
Embora as titulações e foros imperiais oficialmente fossem distinções estritamente pessoais não extensíveis às famílias, na prática social e na cultura do tempo o enobrecimento de um indivíduo elevava toda a sua família, facilitava para sua parentela e agregados o acesso a posições de prestígio e a obtenção de bons casamentos e novas mercês, além de consolidar uma tradição familiar de dignidade que se perpetuaria pelas gerações seguintes à revelia do fato de que os títulos não eram hereditários.

#### O processo de escolha

Armas do Barão de Vila Maria, mostrando um índio cortando cana de açúcar, elementos típicos do Brasil.

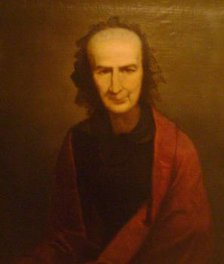
A viscondessa de Castro.

Os títulos nobiliárquicos não eram hereditários e os candidatos não poderiam apresentar em sua árvore genealógica nenhum dos impedimentos: crime de lesa-majestade, ofício mecânico ou sangue infecto. Eram cuidadosamente escolhidos por um conjunto de serviços prestados e ascendência familiar. Além disso, a maioria dos nobilitados tinha de pagar uma vultosa quantia pela honraria nobiliárquica, e o mesmo processo deveria ser feito caso seus filhos quisessem renovar o título. O agraciado tinha os seguintes custos, em contos de réis, segundo a tabela de 2 de abril de 1860: (Os valores foram atualizados considerando o grama de ouro a R$ 611,00 - a moeda de 20.000 réis tinha 17.9296 g de ouro 917, o que representa 16,44 g de ouro puro).
| Título   | Valor (Réis, 1860) | Valor (Reais, 2025) |
| -------- | ------------------ | ------------------- |
| Duque    | 2:450$000          | R$ 1.230.492,90     |
| Marquês  | 2:020$000          | R$ 1.014.528,84     |
| Conde    | 1:575$000          | R$ 791.031,15       |
| Visconde | 1:025$000          | R$ 514.798,05       |
| Barão    | 750$000            | R$ 376.681,50       |

Além desses valores, havia os seguintes custos:
- Papéis para a petição: 366$000 - R$183.820,57
- Registro do brasão: 170$000 - R$85.381,14

Também eram levadas em conta ações sociais e caritativas a instituições, como foi o caso do Barão de Araripe. Na literatura do decreto da homenagem ao barão de Araripe inicia mencionado o apoio que o mesmo prestou: “atendendo ao relevante serviço que prestou à colônia oftalmológica Isabel, em Pernambuco”. Coriolano Veloso da Silveira na edição de 1950 do Anuário do Museu imperial registra que fora "muito caridoso, fazia parte da junta diretora da Santa Casa de Misericórdia, e foi durante certo tempo mordomo do hospital dos Lázaros, onde realizou importantes melhoramentos e fez apreciáveis donativos".
Uma lista dos possíveis agraciados era elaborada pelo Conselho de Ministros, com sugestões de seus colegas, dos presidentes das províncias, de outros nobres, políticos, altos funcionários e demais pessoas influentes. As listas eram enviadas à aprovação do imperador, sendo apresentadas duas vezes ao ano: no aniversário do imperador, no aniversário da imperatriz ou aniversário do juramento da constituição do Império do Brasil de 1824. O alto custo é um dos motivos pelos quais os títulos geralmente restringiam-se a uma pessoa, ou porque, no caso de haver mais de um nobre com o mesmo título, raramente eram da mesma família.
Os títulos da nobreza brasileira não se limitavam a brasileiros e a pessoas do sexo masculino: o almirante Thomas Cochrane, 10.º conde de Dundonald, um escocês, foi feito marquês do Maranhão pelo seu papel na Guerra de Independência do Brasil (1822-1825), e 29 mulheres foram agraciadas com títulos nobiliárquicos em seu próprio direito.

#### Registros de nobreza e fidalguia

Armas do Barão do Tinguá, mostrando um ramo de café, ferramentas de trabalho na terra e uma paisagem.

Os registros eram feitos nos livros do Cartório de Nobreza e Fidalguia, órgão encarregado de documentar e verificar genealogias e outras provas necessárias para a concessão de títulos. O rei de Armas do Cartório também era o responsável pela documentação dos brasões e expedição dos respectivos diplomas, mas nem sempre foi ele quem definia seu desenho, abrindo-se para os contemplados a possibilidade de escolherem suas formas, o que deu margem para divergências em relação à tradição heráldica mais rigorosa, especialmente no que diz respeito à organização dos elementos no escudo e ao uso das cores e de ornamentos externos. O uso de brasões foi controlado e a usurpação era punível com a prisão.
A heráldica brasileira deu continuidade às tradições da heráldica luso-europeia, mas distinguiu-se pela introdução de uma simbologia nova que fazia referência a elementos típicos da terra, como o ramo de café, a cana-de-açúcar, a palmeira, o índio, ferramentas de trabalho agrícola, animais nativos como a onça e o sabiá, a constelação do Cruzeiro do Sul, além de imagens referentes aos avanços tecnológicos e científicos, às profissões liberais e ao progresso. Essas novidades acompanhavam a ideologia nacionalista desenvolvida especialmente no Segundo Reinado, que procurou definir uma nova imagem para o país e caracterizá-lo como nação civilizada, próspera e progressista.
Em 1848 desapareceram todos os documentos do Cartório, que à altura era de responsabilidade de Possidônio da Fonseca Costa, fato que dificulta muito o estudo dos títulos nobiliárquicos concedidos durante o Primeiro Reinado. Luís Aleixo Boulanger, seu sucessor, buscou reaver parte dessa documentação, produzindo um único livro com parte da primeira geração da nobreza brasileira, o qual, junto com os registros compilados pelo visconde de Sanches de Baena, foi a base para a publicação do Arquivo Nobiliárquico Brasileiro, organizado pelos barões de Vasconcelos.

#### Barões do café

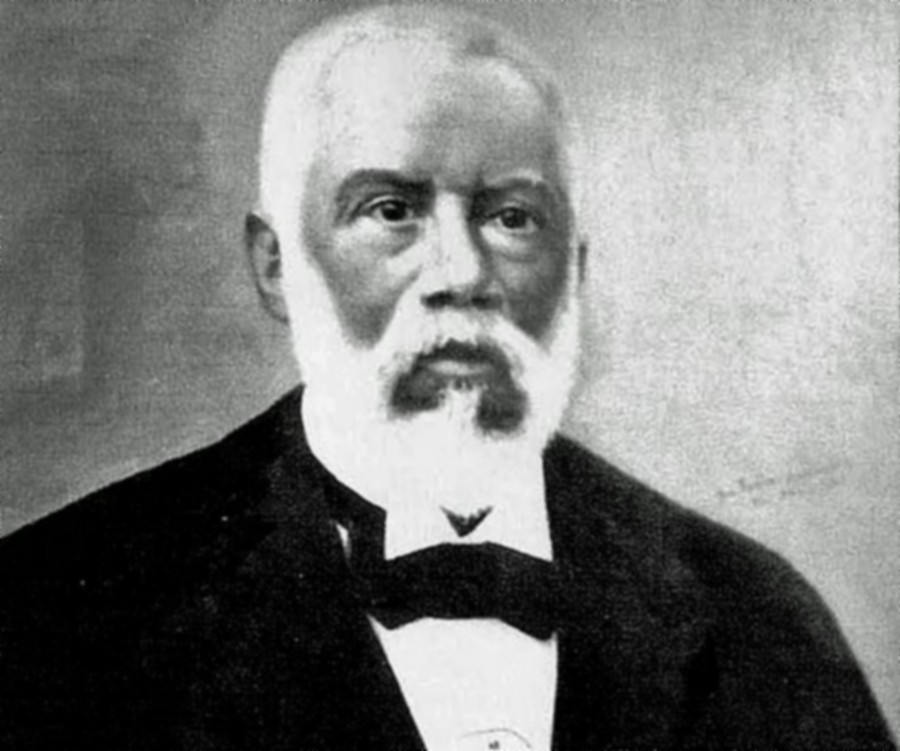
Francisco Paulo de Almeida (1826-1901), fazendeiro de café, primeiro e único Barão de Guaraciaba, título concedido pela Princesa Isabel. Negro, possuiu uma das maiores fortunas do período imperial, chegando a ser dono de aproximadamente mil escravos.

No advento do ciclo do café, foram os grandes cafeicultores que passaram a colecionar títulos, mas na sua maioria recebiam apenas títulos de barão, ficando conhecidos como os "barões do café". Segundo o historiador Afonso d'Escragnolle Taunay, cerca de 300 titulares tinham sua renda vinculada ao café como fazendeiros ou banqueiros. O baronato acabava por ser uma espécie de legitimação de poder local, fazendo-os intermediários entre o povo e o governo.
Vale ressaltar que muitos barões do café apoiaram o golpe militar que instaurou o regime republicano no Brasil, principalmente após a abolição da escravatura pela então princesa imperial e regente do Império, Dona Isabel de Bragança, em 1888; sendo dois dos principais focos dessa insurgência, Itu e Sorocaba. Durante este período a família imperial procurou amainar os sentimentos republicanos com uma ampla distribuição de títulos, principalmente entre importantes líderes políticos nas províncias, alguns aristocratas e também membros de oligarquias provinciais - foram 114 no ano de 1888 e 123 em 1889.

### Nobreza não titulada
A nobreza não titulada, já existente no período colonial desde o século XVII, continuou a existir, com algumas novidades, continuou a exercer um papel fundamental na política, na administração e na manutenção da ordem imperial, e continuou a comportar diversas subdivisões, formando uma classe muito heterogênea e com limites mal definidos.

#### Ordens honoríficas e cargos nobilitantes

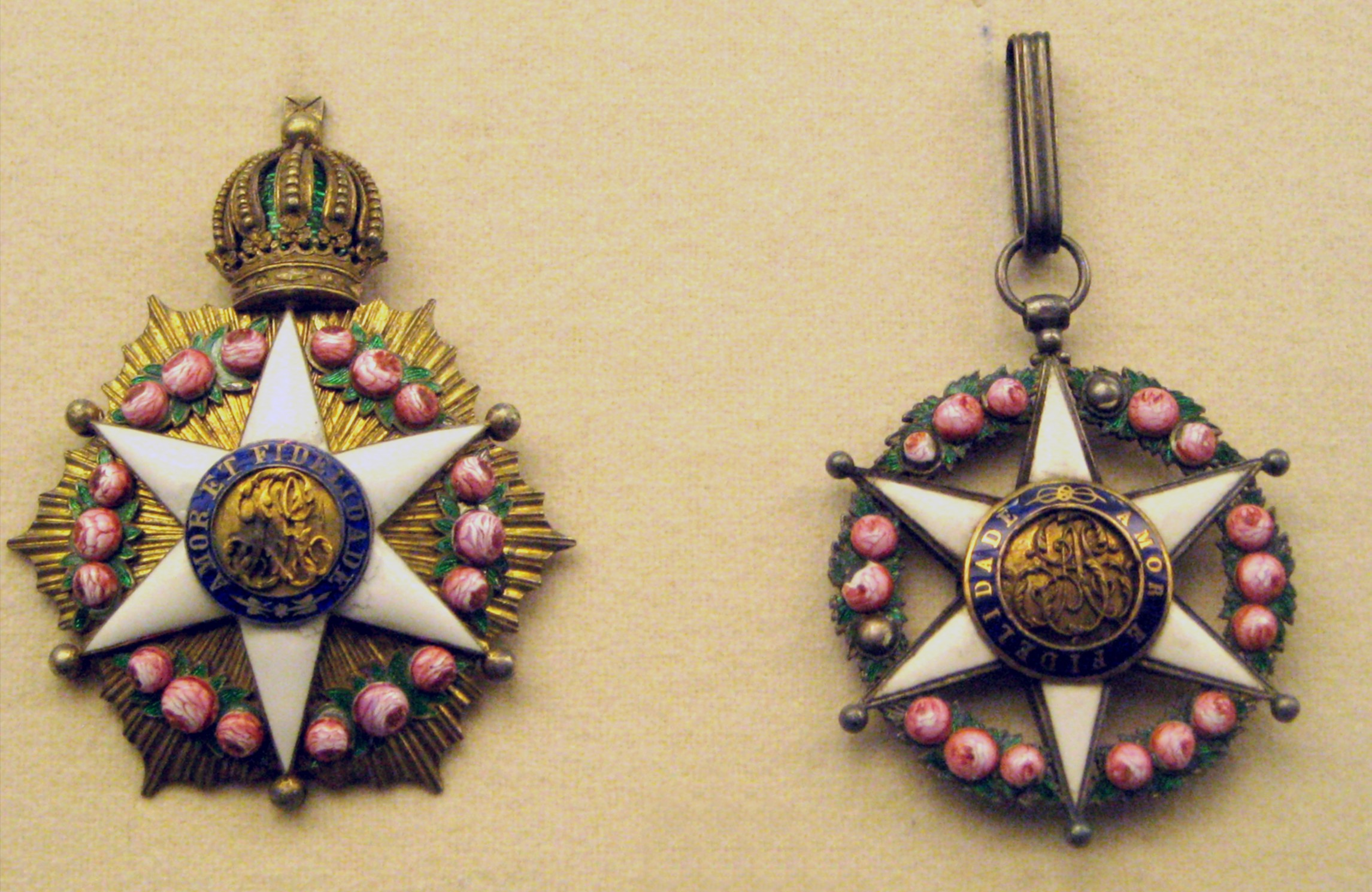
Insígnias da Imperial Ordem da Rosa.

A primeira delas era composta pelos recipientes de ordens honoríficas. Havia seis delas: Imperial Ordem de Nosso Senhor Jesus Cristo, Imperial Ordem de São Bento de Avis, Imperial Ordem de Sant'Iago da Espada, Imperial Ordem do Cruzeiro, Imperial Ordem de Pedro Primeiro e Imperial Ordem da Rosa. As três primeiras tinham graus de honra, além de grão-mestre (reservado apenas para o imperador): cavaleiro e comandante. As três últimas, no entanto, tinham diferentes níveis: a Imperial Ordem do Cruzeiro com quatro, a Imperial Ordem da Rosa com seis e a Imperial Ordem de Pedro Primeiro com três.
O segundo grupo era formado pelos que exerciam os chamados cargos ou funções nobilitantes: os oficiais da Corte e Casa Imperial, escolhidos entre pessoas de prestígio, desempenhavam funções de aparato e de etiqueta e acompanhavam de perto a Família Imperial. Esses cargos, segundo Angélica Camargo, eram revestidos de um caráter de nobreza e "eram considerados como mercês honoríficas ao lado dos títulos, condecorações das ordens existentes e graduações militares", compreendendo todos os oficiais-mores da Casa Imperial (mordomo-mor, estribeiro-mor, camareiro-mor, capelão-mor e vice-capelão-mor, esmoler-mor, armeiro-mor, reposteiro-mor), os gentis-homens da Imperial Câmara, veadores, damas do Paço, açafatas, moços da Câmara do Imperial Guarda Roupa, capitão da Imperial Guarda de Arqueiros.

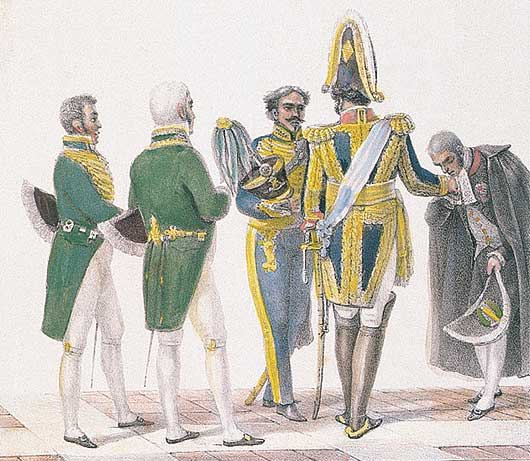
Ministros e secretários de Estado prestando reverência ao imperador.

Também exerciam cargos nobilitantes os magistrados, como "simulacros e representantes do monarca", e os membros do Conselho de Estado. Segundo Oliveira Torres, "o Conselho assumia o aspecto de aristocracia administrativa. Órgão último do Estado, ponto de convergência de todos os poderes, instituição que fazia com que o imperador deixasse de ser o monarca individual para ser a pessoa jurídica da 'Coroa', o Conselho era uma espécie de cérebro do Império. E a seus membros, por dever de ofício, competia discutir circunstancialmente as inúmeras questões que subiam à decisão imperial, desde as de rotina administrativa até às de maior transcendência política".
Ainda faziam parte da nobreza não titulada os contemplados com foro de fidalgo, de escudeiro fidalgo a cavaleiro fidalgo, e todos os que recebiam tratamento de Senhoria.
Outros oficiais são de inclusão menos clara na esfera da nobreza, mas também veiculavam prestígio pela sua vinculação à Casa Imperial ou à Corte, incluindo todos os oficiais-menores e os cargos de sumilher da cortina, guarda-roupas, servidor da toalha, escrivão, tesoureiro, almoxarife da casa das obras e paços imperiais, médicos e cirurgiões da Imperial Câmara, pintor da Imperial Câmara, mestre de música da Imperial Câmara e outros.

#### Nobreza civil e militar
A introdução da monarquia constitucional, a influência do liberalismo, mudanças nas ideias sobre civilidade, urbanidade e etiqueta, a apropriação de capitais simbólicos pela burguesia ascendente e uma corte pouco ativa socialmente e pouco interessada em cerimonial, foram fatores que influenciaram o perfil da nova nobreza titulada no Brasil, mas ainda permaneciam em vigor costumes do Antigo Regime reconhecendo socialmente como nobres outras categorias de pessoas, dando continuidade às formas de nobreza civil e militar antes descritas.

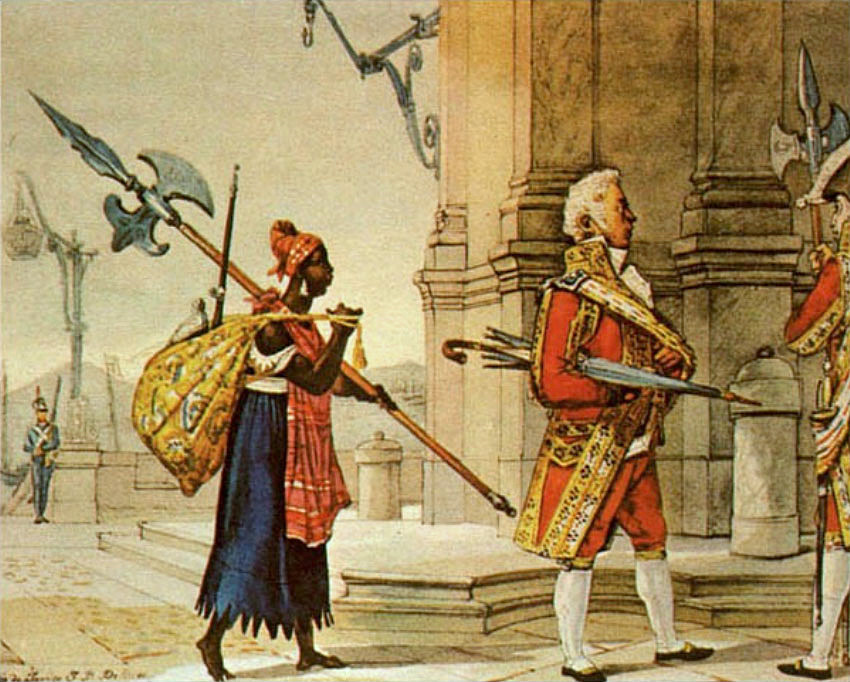
Um oficial da Corte e sua escrava retratados por Debret.

Segundo Laryssa Machado, "a independência do Brasil não vai acabar com os privilégios dessa elite constituída ao longo da colonização, ao contrário, fortaleceu esse grupo". Para Flávio Santana, "se a nobreza honrada por títulos figurava como a melhor representação dos costumes aristocráticos brasileiros, é certo que a pressão liberal ameaçava a permanência de um modelo tão bem definido de sociedade estamental". Disse Patrícia Genovez que "a questão da titulação era algo tão sério que um camarista do Paço, por ser considerado [socialmente] como conde, declinou da honra de um título de barão, por considerar um rebaixamento em sua posição social". Para Oliveira Torres, "o Império não dispensaria a existência de uma nobreza, de uma classe dirigente. A discussão tradicional deste ponto de nossa história, porém, não tem sido colocada de um modo completamente aceitável. Principalmente graças à existência de muitas espécies de aristocracia: militar, econômica, política, social. [...] Temos, além disto, a nobreza como classe, produto de seleção e que surge com o desenvolvimento social, e a nobreza como organização, que se pode instituir".

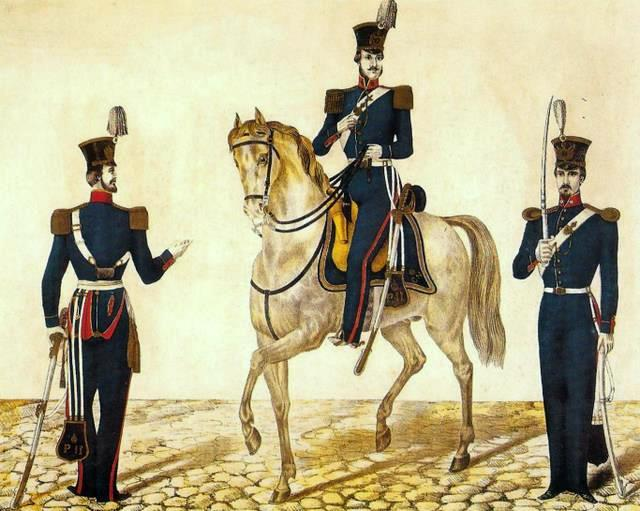
Membros da Guarda Nacional

Outros grupos que no Império gozaram de um reconhecimento de nobreza civil foram os possuidores de grau universitário de doutor, pela "nobreza intrínseca" de suas atividades e sua utilidade; os advogados, por sua associação às magistraturas e em recompensa dos serviços prestados à sociedade, e também os corretores. Postos de oficiais da Guarda Nacional também emprestavam nobreza. Durante o império, “os oficiais da Guarda Nacional e seus descendentes tinham o direito à exigir a prova de nobreza no Cartório de Nobreza e Fidalguia do Império” .Segundo Oliveira Viana, "eram dignidades locais tão altas como o eram, na Colônia, a de Juiz de Fora ou a de 'capitão-mor regente' – e constituíam uma nobreza local da mais subida qualificação". A Guarda Nacional era um componente importante na organização da sociedade rural e na sustentação política das grandes famílias terratenentes, como os fazendeiros e os senhores de sesmarias e engenhos, e seus oficiais, selecionados no seio dessas famílias, recebendo suas patentes em mercês régias como confirmação de "qualidade de nascimento" ou em retribuição a serviços prestados e boa vassalagem, faziam a ponte com a sociedade da Corte através de ligações de interesse e parentesco, reproduzindo no Império costumes que datavam do tempo colonial.
A nobreza brasileira tinha como ofícios principais a política, medicina, diplomacia, propriedade e administração de propriedades rurais latifundiárias (ver plantation, pecuária e charqueada), comércio e negócios em geral (em larga escala), magistratura, promotoria, magistério, procuradoria, oficialato da Guarda Nacional, oficialato das Forças Armadas, propriedade e administração de instituições financeiras (bancos, etc), propriedade e administração de indústrias, inspetoria da Alfândega, alto funcionalismo público em geral, engenharia, advocacia, certos tipos de arte, sacerdócio católico, e intelectualismo em geral.

### A Corte

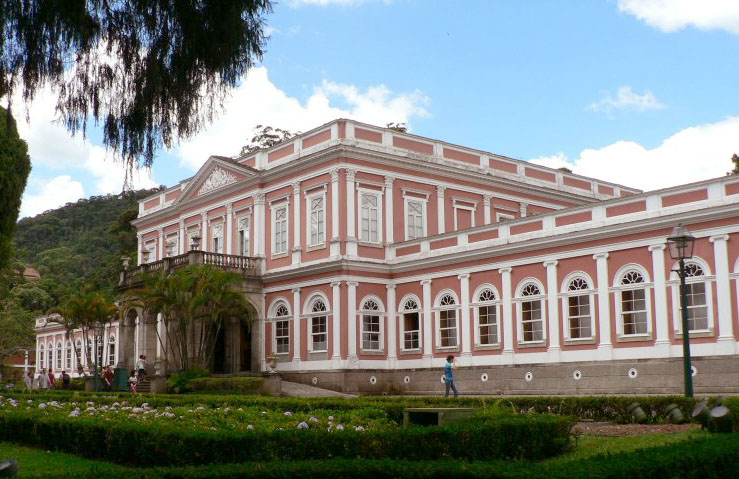
O Palácio Imperial de Petrópolis.

O imperador e a família imperial viviam nos palácios e em outras residências imperiais, que ficam localizados na cidade do Rio de Janeiro (à época comumente chamada apenas de "Corte") e Petrópolis. Alguns dos homens e das famílias mais importantes e prestigiadas do Império, bem como a aristocracia fluminense e carioca, também se dividiam entre essas duas cidades. As residências de Petrópolis eram geralmente usadas durante os meses de verão. Petrópolis era conhecida como a "Versalhes brasileira". A cidade continuou a reunir a elite política, econômica e intelectual do Brasil até meados do século XX, quando o Rio ainda era a capital do país - em 21 de abril de 1960, a capital do Brasil foi transferida para a recém-construída Brasília. Até hoje fica em Petrópolis a residência oficial de verão do presidente da República: o Palácio Rio Negro. A propriedade foi construída pelo barão do Rio Negro, em 1889, para ser sua residência de verão. Em fevereiro de 1896, o palácio e a casa ao lado, então pertencentes a um filho do barão, foram vendidos ao Estado do Rio de Janeiro. Em 1903, o palácio foi incorporado ao patrimônio da União e passou a ser a residência oficial de verão do presidente da República, tendo sido raramente usado após o fim do governo Costa e Silva em 1969, sendo seu último hóspede o ex-presidente Lula, em 2008.

## República
Com um golpe militar organizado por intelectuais republicanos e altos comandantes do Exército Brasileiro, foi proclamada a República, em 15 de novembro de 1889. A Constituição de 1891 extinguiu os foros de nobreza brasileiros, banindo, assim, todos os títulos e distinções nobiliárquicas. Também ficou proibida, sob pena de acusação de alta traição e a suspensão de direitos políticos, a aceitação de foros de nobreza e condecorações estrangeiras sem a devida permissão do Estado brasileiro, agora republicano presidencialista. Por respeito e tradição, foi permitido o uso dos títulos nobiliárquicos mesmo durante o regime republicano; exemplo notório é o barão do Rio Branco. Maior repressão sofreu o grupo de ativistas da monarquia constitucional recentemente abolida, que precisaram manter o diretório monárquico de maneira não oficial. A família imperial também não pôde retornar ao solo brasileiro até 1920, quando foi revogada a lei do Banimento, no governo Epitácio Pessoa. Um neto, uma neta e duas bisnetas do Duque de Caxias foram agraciados com pensões vitalícias pelo governo federal em 1941.

## Listas de titulados

### Títulos imperiais
| Título                              | Data de criação       | Titulares | Topônimo associado | Brasão |
| Imperador                           | 12 de outubro de 1822 | D. Pedro I do Brasil D. Pedro II do Brasil | Brasil             |        |
| Imperatriz                          | 25 de março de 1824   | D. Carlota Joaquina de Bourbon de jure D. Leopoldina de Habsburgo D. Amélia de Leuchtenberg D. Teresa Cristina de Bourbon-Duas Sicílias                                                             | Brasil             |        |
| Príncipe Imperial                   | 25 de março de 1824   | D. Maria da Glória D. Pedro de Alcântara D. Januária Maria D. Afonso Pedro D. Pedro Afonso D. Isabel Leopoldina D. Pedro de Alcântara D. Luís D. Pedro Henrique D. Luís Gastão Antônio D. Pia Maria | Brasil             |        |
| Príncipe do Grão-Pará               | 25 de março de 1824   | D. Maria da Glória D. Luísa Vitória D. Pedro de Alcântara D. Pedro Henrique | Grão-Pará          |        |
| Príncipe do Brasil                  | 25 de março de 1824   | Família Imperial Brasileira | Brasil             |        |
| Príncipe de Saxe-Coburgo e Bragança | 9 de março de 1866    | Família Imperial Brasileira | Brasil             |        |
| Príncipe de Orléans e Bragança      | 26 de abril de 1909   | Família Imperial Brasileira | Brasil             |        |

### Ducados
À exceção de Luís Alves de Lima e Silva, todos os duques brasileiros foram agraciados ainda no Primeiro Reinado, tendo sido parentes de D. Pedro I: duas filhas dele com a marquesa de Santos – ainda que a duquesa do Ceará tenha morrido antes de se lavrar o título –, e o duque de Santa Cruz, cunhado e genro do imperador. Um filho de D. Pedro I com a marquesa de Santos, de nome Pedro de Alcântara Brasileiro, que faleceu prematuramente com apenas vinte dias de vida, em 27 de dezembro de 1825; o imperador considerou agraciá-lo com o título de duque de São Paulo, algo que acabou por não concretizar-se devido à morte prematura da criança.
| Título              | Data de criação       | Titulares                                 | Topônimo associado          | Brasão |
| Duque de Caxias     | 23 de março de 1869   | Luís Alves de Lima e Silva                | Caxias (Maranhão)           |        |
| Duquesa do Ceará    | 13 de agosto de 1828  | Maria Isabel de Alcântara Brasileira      | Ceará                       |        |
| Duquesa de Goiás    | 24 de maio de 1826    | Isabel Maria de Alcântara Brasileira      | Goiás                       |        |
| Duque de Santa Cruz | 5 de novembro de 1829 | D. Augusto Carlos Napoleão de Beauharnais | Santa Cruz (Rio de Janeiro) |        |

## Heráldica
Realeza
|           |                   |                       |          |
| Imperador | Príncipe Imperial | Príncipe do Grão-Pará | Príncipe |

Grandeza e Nobreza
|       |         |       |          |       |
| Duque | Marquês | Conde | Visconde | Barão |